# Fátyol-vízesés
A Fátyol-vízesés a szilvásváradi Szalajka-völgy egyik fő nevezetessége, hazánk egyik kiemelkedő természeti szépsége. A Szalajka-patakot karsztforrások (Szikla-forrás, Szalajka-forrás) táplálják. Ezek vizéből, ahogy az a felszínre jut, az oldott széndioxid egy része elillan a levegőbe, az így túltelített vízből kicsapódik a kalcium-karbonát. A víz egy ilyen, mintegy 17 méter hosszú mésztufagát 18 teraszán zúdul le.
Nevét egyesek szerint a vízpermet jellegzetes, fehér fátyláról, mások szerint a fehér, csipkéhez hasonlóan mintás mésztufáról kapta.